# شهرستان ژوونینگ
شهرستان ژوونینگ (به لاتین: Zhouning County) یک شهرستان‌های جمهوری خلق چین در چین است که در نینگده واقع شده‌است.
 شهرستان ژوونینگ ۱٬۰۴۷ کیلومتر مربع مساحت و ۱۱۲٬۷۰۱ نفر جمعیت دارد.